# Adamari López
Adamari López (née Adamari López Torres le 18 mai 1972 à Humacao) est une actrice portoricaine.

## Filmographie

### Télévision
- 1992 : La Charca : Silvina
- 1982 : Yo sé que mentía
- 1993 : Tres destinos
- 1994 : Señora tentación (telenovela)
- 1997 : Sin ti (telenovela) : María Elena Izaguirre de Lujan
- 1998-1999 : Camila : Mónica Iturralde
- 2000 : Locura de amor : Carmen Ruelas
- 2001 : Amigas y rivales : Ofelia Villada
- 2002 : La noche que tumbaron al campeón : Verónica
- 2002-2003 : Gata salvaje : Karina Ríos Rodriguez
- 2004-2005 : Mujer de madera : Lucrecia "Luz" Santibáñez Villalpando
- 2007 : Bajo las riendas del amor : Ingrid Linares Nieto
- 2008-2009 : Alma de Hierro : Rita Anguiano Carvajal